# Anochetus muzziolii
Anochetus muzziolii é uma espécie de formiga do gênero Anochetus, pertencente à subfamília Ponerinae.